# Ficimia streckeri
Espèce
Statut de conservation UICN

 LC  : Préoccupation mineure
Ficimia streckeri est une espèce de serpents de la famille des Colubridae.

## Répartition
Cette espèce se rencontre :
- aux États-Unis, dans le sud du Texas ;
- au Mexique, dans l'est du San Luis Potosí et dans les États d'Hidalgo, du Nuevo León, de Puebla et du Tamaulipas.

## Description
Ficimia streckeri mesure entre 13 et 28 cm. Son dos est brun ou gris et présente une soixantaine de taches allongées brun-vert qui peuvent ressembler à des rayures. Sa face ventrale est blanche ou crème. Son museau est retroussé, ce qui lui vaut ses noms vernaculaires anglais de Mexican hooknose snake et Tamaulipan hooknose snake.
Ce serpent est essentiellement nocturne. Il se nourrit principalement d'araignées et de scolopendres. Il s'agit d'une espèce ovipare.

## Étymologie
Son nom d'espèce,  streckeri, lui a été donné en l'honneur de John Kern Strecker (1875-1933), malacologiste et naturaliste américain.

## Publication originale
- Taylor, 1931 : Notes on two new specimens of the rare snake Ficimia cana, and the description of a new species of Ficimia from Texas. Copeia, vol. 1931, no 4, p. 4-7.